# Kontraphobie
Unter Kontraphobie (von lateinisch contra ‚entgegengesetzt, gegenläufig, im Widerspruch mit‘ und altgriechisch φόβος phóbos, deutsch ‚Furcht, Scheu, Schrecken‘) wird in der Psychoanalyse und der Wagnisforschung eine zwiespältige Gemütsverfassung verstanden, bei der Gefühlslage und Verhalten auseinanderklaffen. Angstbesetztheit als eigentlich empfundener Wesenskern und Mut als gewollte Ausdrucksform und Signal an die Umwelt geraten in einen Widerstreit und treten konträr in Erscheinung. Sie finden ihren Ausdruck darin, dass Angst gefühlt und Mut nach außen demonstriert wird.

## Begriffsursprung
Nach verschiedenen Quellen findet sich der Begriff „Kontraphobie“ erstmals bei dem österreichischen Psychoanalytiker Otto Fenichel (1897 bis 1946). Er verwendete ihn zunächst in seinen englischsprachigen Publikationen. Unter der Bezeichnung „Counter-phobic-attitude“ wollte er ein Verhalten kennzeichnen, bei dem die innere Gefühlswelt und das äußeres Erscheinungsbild eines Menschen in einen eklatanten Gegensatz treten.

## Charakteristik
Aus psychopathologischer Sicht ist Kontraphobie eine Krankheit mit Zügen des Zwanghaften. Der Psychotherapeut Sven O. Hoffmann kennzeichnet sie als eine neurotische Störung, die sich als ein permanentes Streben äußert, aufkommende Ängste immer wieder durch besonders viel Mut erfordernde Aktionen zu konterkarieren:

„Patienten, deren aktive Überkompensation der Angst das Leben zunehmend beherrscht, bezeichnet man aus psychodynamischer Sicht als Kontraphobiker. Diese Menschen sind in gleichem Maße immer gezwungen, das zu tun, was ihnen eigentlich Angst macht, wie der ursprüngliche Phobiker gezwungen ist, eben dies zu vermeiden. Ein typisch kontraphobisches Verhalten wäre zum Beispiel, wenn ein Patient mit Höhenängsten die Bergsteigerei zu seinem Freizeitinhalt macht, dessen Überwertigkeit ihn in einem anderen Sinne dann ähnlich einengt wie die abgewehrte Höhenangst.“

Der Wagnisforscher Siegbert A. Warwitz beschreibt den Typus des Kontraphobikers als einen Wagenden wider Willen: Seinem Wesen nach eigentlich ein hochängstlicher Mensch, versucht der Kontraphobiker, dieses ihm unangenehme Erscheinungsbild vor sich selbst zu verdrängen und in der Außenwirkung in sein Wunschbild zu verwandeln. Beschämt von dem gesellschaftlichen Negativimage des ängstlichen Verweigerers, das er nicht erträgt und angezogen von dem Nimbus des alle Gefahrensituationen souverän beherrschenden Helden und Draufgängers, setzt er sich bedrohlichen Situationen aus, die er eigentlich unbedingt vermeiden möchte. Er steigert diese sogar oft noch in ihrer Gefährlichkeit und der entsprechenden Anforderung an Mut und Angstüberwindung, um sicher zu sein, dass die ersehnte Botschaft auch in seiner Umgebung ankommt und vor der eigenen Selbstachtung Bestand hat. Dazu muss er sich immer wieder neu beweisen. Auslöser für solch ein Verhalten sind in der Regel ein gering ausgeprägtes Selbstbewusstsein und das Gefühl oder auch die Tatsache, von der menschlichen Umgebung als schwach und labil angesehen zu werden und in der Peergroup als unzuverlässiger Versager zu gelten, wenn in bedrohlichen Situationen Zivilcourage, Einsatzbereitschaft und Solidarität gefragt sind. So lässt sich der Kontraphobiker, oft unter dem psychischen Druck einer Gemeinschaft, im Sog eines gruppendynamischen Prozesses, gegen das eigene Sicherheitsgefühl zu einer Mutprobe hinreißen, die er eigentlich gar nicht möchte und verantworten zu können glaubt.

## Beispiele
Das charakteristische Erscheinungsbild des in der Wagnisforschung eingehend untersuchten und beschriebenen Kontraphobikers findet sich in Literatur, Film oder Alltagsmedien vielfach abgebildet:
So hat beispielsweise der Kinderbuchautor Erich Kästner in seinem Bestseller Das fliegende Klassenzimmer mit der Figur des überaus ängstlichen Schülers Uli dem Typus des jugendlichen Kontraphobikers ein eindrucksvolles literarisches Denkmal gesetzt: Der vierzehnjährige Uli, der seine Ängste und den daraus erwachsenden Spott und Achtungsverlust bei seinen Mitschülern nicht länger erträgt, wächst in dieser psychischen Notlage über sich selbst hinaus und unternimmt es, sich mit einer außergewöhnlichen, hoch riskanten Demonstration, die keiner seiner Klassenkameraden je wagen würde, vor der versammelten Schulgemeinde als ungemein mutig zu erweisen. Er springt mit einem Regenschirm als ‚Fallschirm’ von der Höhe des Kletterturms.
In dem amerikanischen Kultfilm Denn sie wissen nicht, was sie tun (Rebel Without a Cause) von 1955 mit dem Jugendidol James Dean geht es um ein von den Jugendlichen als „Hasenfußrennen“ bezeichnetes Hasardspiel, bei dem es gilt, mit einem gestohlenen Auto auf eine Klippe zuzurasen und erst möglichst spät aus dem Fahrzeug zu springen. Der Verlierer wird als Feigling (Chicken) gebrandmarkt und in der Gruppe verachtet. So entschließt sich der Gruppenneuling widerwillig zu der von ihm selbst als wahnsinnig erkannten Mutprobe, um dem Ehrenkodex der neuen Gemeinschaft gerecht zu werden.
Der Psychologe Ulrich Aufmuth schildert unter der Überschrift „Kühn aus Angst“ die Biografien von vier Mitschülern, die sich aus einem tiefen Unbehagen an ihrer als unangenehm empfundenen Ängstlichkeit und aus der Hoffnung heraus, den Makel der Feigheit auf diese Weise ablegen zu können, dem mit der Aura des Kühnen umgebenden Höhenbergsteigen zuwandten. Sie wurden von der Absicht geleitet, auf diesem Wege die erlebte eigene Minderwertigkeit zu verdrängen und sich gegenüber den Kameraden ein neues Image zu verschaffen.
Der Experimentalpsychologe Siegbert A. Warwitz hat im Rahmen seiner Wagnisforschung zahlreiche Befragungen unter Vertretern unterschiedlichster Gesellschaftsbereiche durchgeführt und herausgefunden, dass sich Kontraphobiker besonders häufig in Betätigungsfeldern und Berufsfeldern finden, die im öffentlichen Ansehen das Siegel der Heldenhaftigkeit tragen und dieses auch in ihrer Tradition und ihrem Selbstverständnis besonders pflegen:

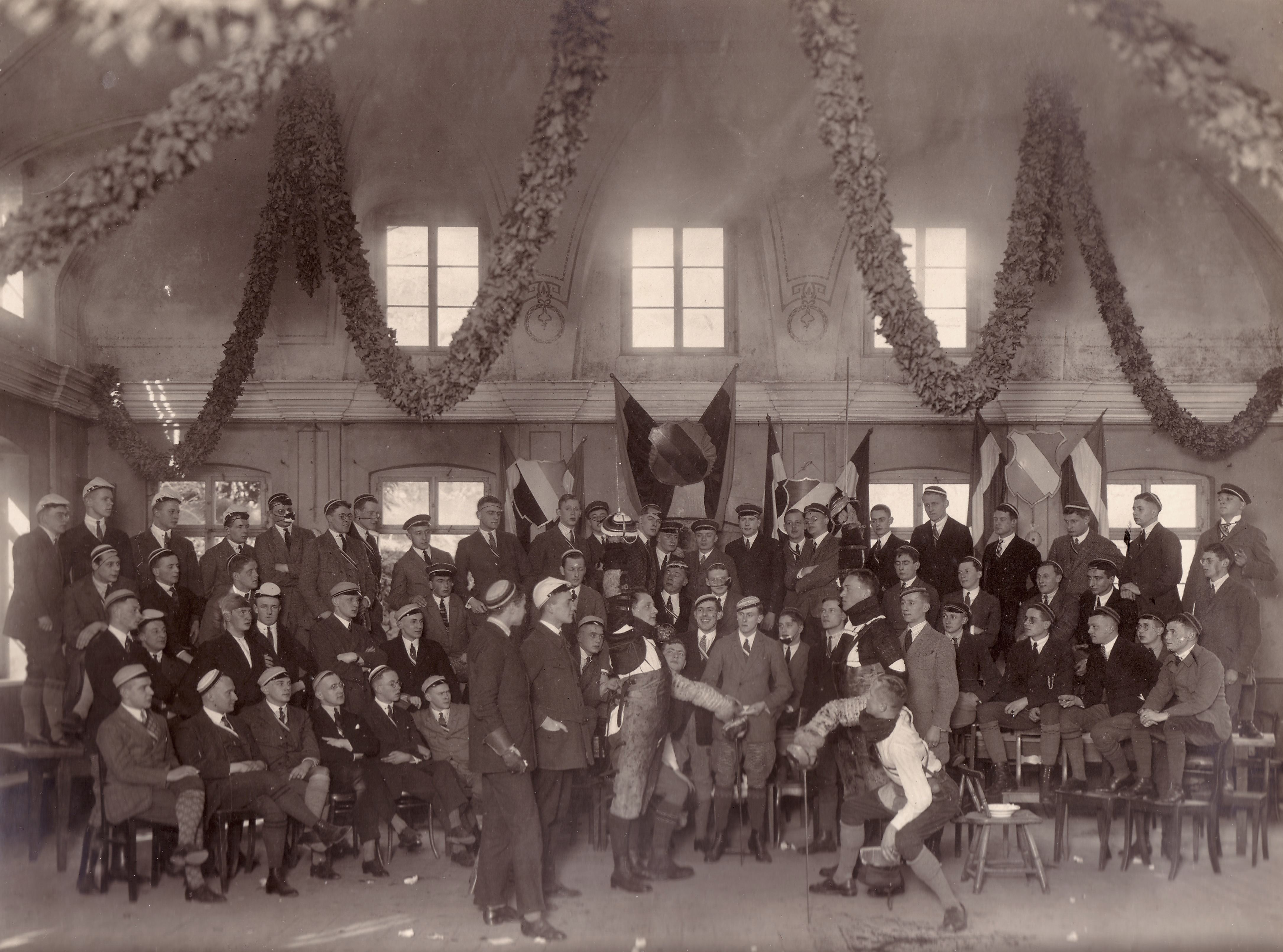
Mensur in Heidelberg (um 1925)

Hierzu zählen etwa die akademischen Schlagenden Verbindungen, die bis zu ihrem gesetzlichen Verbot auf dem „Paukboden“ sogenannte „Pflichtmensuren“ mit scharfen Schlag- oder Stichwaffen durchführten, bei denen blutige Verletzungen bewusst in Kauf genommen, sogenannte Schmisse als Ehrenzeichen erwünscht waren und bei denen sich jeder „ehrenhafte“ Verbindungsbruder als „Charakterprüfung“ mehr oder weniger freiwillig, bisweilen unter dem Druck der Alten Herren, zu bewähren hatte. Zu ihnen zählen die meist geheimen, offiziell ebenfalls verbotenen, aber von den Vorgesetzten in der Regel geduldeten Riten im Bereich des Militärs und hier besonders von Spezialeinheiten, die sich als verschworene Gemeinschaften und heldenmutige Truppe verstehen. Wer dazu gehören möchte, muss über das Aushalten extremer physischer und psychischer Härteproben bis zur Selbstverleugnung erst beweisen, dass er in dem meist lebenslangen Bund der Eingeweihten der Einheit akzeptiert werden kann. Außerdem wirken nach Warwitz auf Kontraphobiker Truppengattungen, denen aus Filmen und Berichten in der öffentlichen Vorstellung der Nimbus des Heldenhaften anhaftet, besonders anziehend. So fällt ihre Wahl gern auf die Gebirgsjäger, Fallschirmjäger, Jagdflieger oder U-Boot-Fahrer, da sich das ruhmreiche Gemeinschaftsbild imagebildend auf den Einzelnen dieser Einheiten überträgt.

## Bedeutung
Aus verhaltenstherapeutischer Sicht können dem kontraphobischen Verhalten durchaus auch positive Aspekte abgewonnen werden. Hierzu zählt schon der Versuch, eine erkannte und nicht ertragene Charakterschwäche aus eigener Kraft zu kompensieren.
Wie Aufmuth in seiner Analyse der Bergsteigerbiografien schildert, gelang es den vier Klassenkameraden über ihre kontraphobische Selbsthilfe immerhin, sich zumindest zeitweilig von dem Leidensdruck des Minderwertigkeitsgefühls zu befreien und wenigstens zeitweilig eine Stabilisierung ihrer Gefühlsverfassung und die gewünschte Anerkennung nach außen zu erreichen: „Sie haben äußerlich das Stigma ihrer früheren Feigheit durch die sichtbaren bergsteigerischen Mutproben tilgen können“, resümiert er das Ergebnis ihrer Bemühungen.
Erich Kästner bescheinigt dem traumatisierten Uli seines Romans sogar eine dauerhafte Befreiung von seinen Leiden über die kontraphobisch induzierte vielfach bewunderte Tat: Trotz der Folgen schwerster Verletzungen, die ihn ins Krankenhaus brachten, gelang es dem Jugendlichen nach Kästner, nicht nur bei seinen Schulkameraden höchste Achtungswerte zu erzielen, sondern sogar bei seinem zunächst ablehnenden Hauslehrer ein Umdenken und Verständnis zu bewirken. Als bedeutendstes Ergebnis aber stellt Kästner heraus, dass es Uli gelang, sein psychisches Gleichgewicht zu finden und mit der Tat und seiner Wirkung ein Selbstbewusstsein aufzubauen, das sein weiteres Leben wesentlich bestimmen sollte.
Im Sinne der Konfrontationstherapie kann es nach Warwitz in der Tat gelingen, sachkundig angeleitet beziehungsweise mit Hilfe einer auf die einzelne Persönlichkeit zugeschnittenen Wagniserziehung auch dauerhafte therapeutische Effekte zu erzielen, indem eine angemessene Angstbeherrschung über dosiert fordernde Krisensituationen systematisch gelernt wird.